# Achilles: Legends Untold
Achilles: Legends Untold es un juego de rol de acción de Dark Point Games en el que los jugadores controlan al héroe mitológico griego Aquiles.

## Gameplay
Los jugadores controlan al héroe mitológico Aquiles. Después de la muerte de Aquiles durante la guerra de Troya, Hades lo envía de regreso a Grecia. Los jugadores realizan misiones para Hades, como encontrar al dios desaparecido Hefesto. El combate sigue las convenciones de Soulslike. Los jugadores pueden atacar a los enemigos usando combos limitados por su resistencia. Al gastar fichas, los jugadores pueden desbloquear habilidades especiales en un árbol de habilidades.

## Desarrollo
Dark Point Games, un estudio polaco, lanzó Achilles: Legends Untold con acceso anticipado en mayo de 2022. Dark Point Games lanzó Achilles: Legends Untold para Windows, PlayStation 5 y Xbox Series X/S el 2 de noviembre de 2023.

## Recepción
Achilles: Legends Untold recibió críticas mixtas en Metacritic. IGN calificó la versión de acceso temprano como "poco hecha y bastante rota" poco después de su lanzamiento. Después del lanzamiento completo, GamingBolt elogió el concepto de combinar el combate Soulslike con el botín estilo Diablo, pero dijeron que la ejecución se queda corta.